# Challuy
Challuy is een gemeente in het Franse departement Nièvre (regio Bourgogne-Franche-Comté). De plaats maakt deel uit van het arrondissement Nevers. De gemeente telde 1.468 inwoners op 1 januari 2022.

## Geografie
De oppervlakte van Challuy bedroeg op 1 januari 2022 18,89 vierkante kilometer; de bevolkingsdichtheid was toen 77,7 inwoners per km².

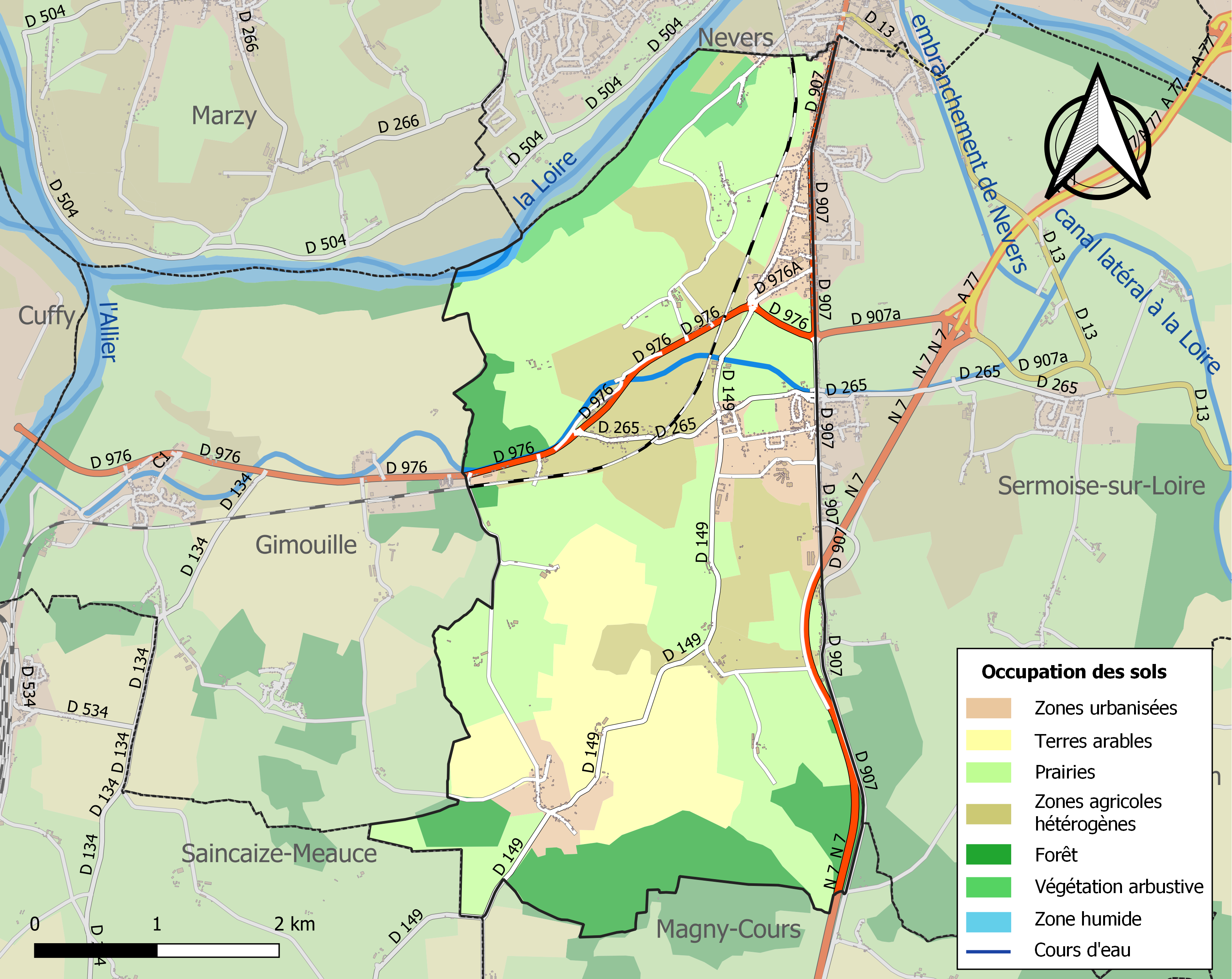
Kaart van de gemeente met de belangrijkste infrastructuur, bodemgebruik en omliggende gemeenten

## Demografie
Onderstaande figuur toont het verloop van het inwonertal (bron: INSEE-tellingen).